# Resa di Világos

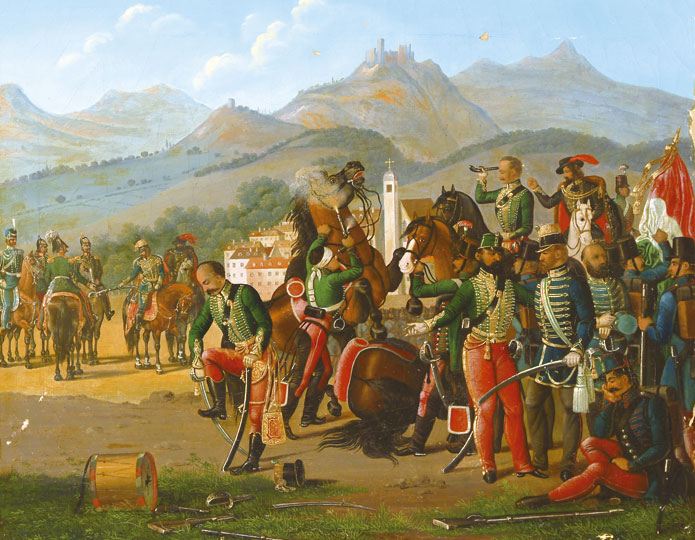
La resa di Világos (anonimo pittore ungherese, metà del XIX secolo)

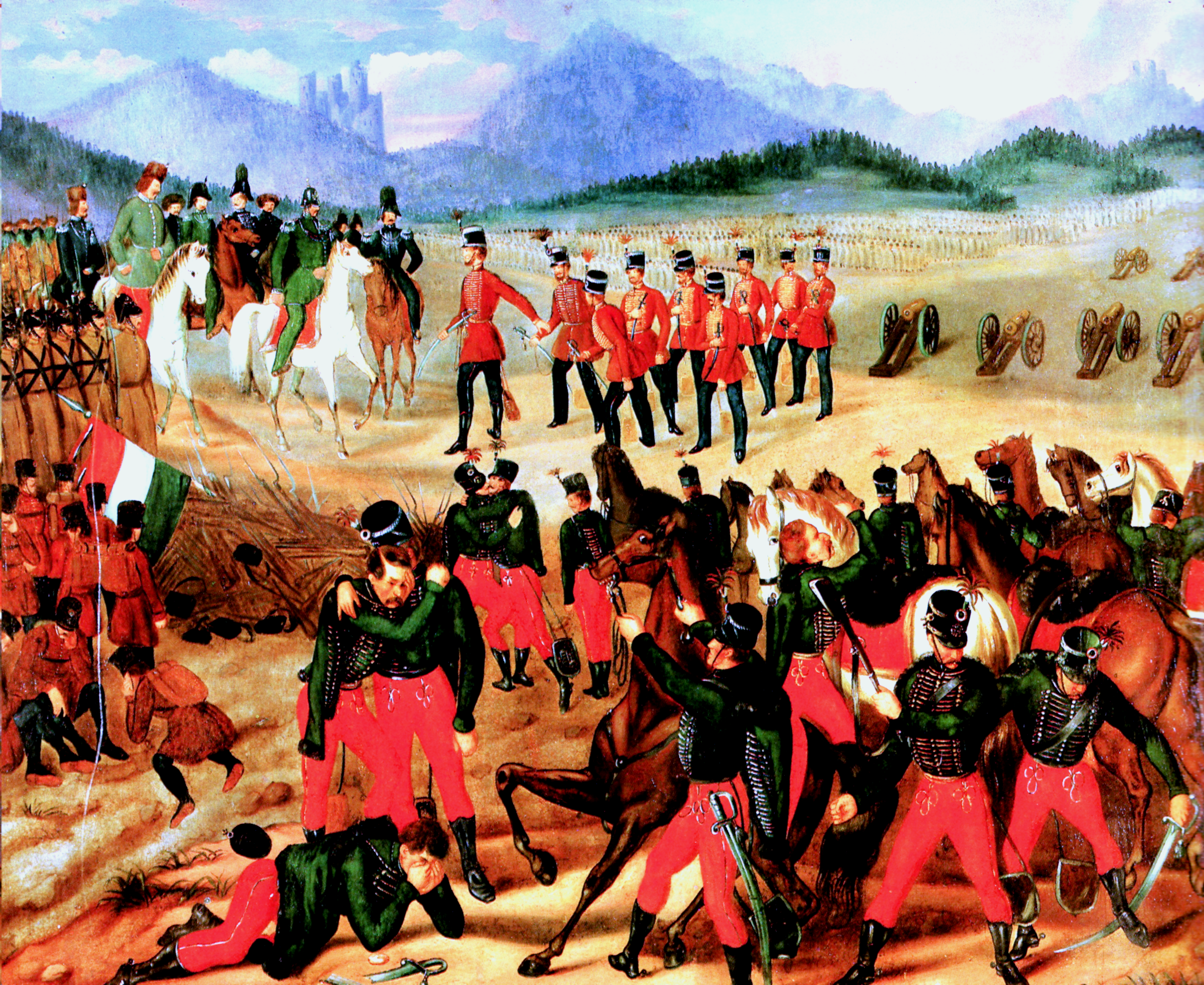
La resa di Világos (István Szkicsák-Klinovszky)

La resa di Világos, che decretò la fine della Rivoluzione ungherese del 1848, ebbe luogo il 13 agosto 1849, a Világos (ora Şiria, in Romania). La resa fu sottoscritta dal generale ungherese Artúr Görgei per conto dei ribelli e dal conte Fëdor Vasil'evič Ridiger per conto dell'Esercito zarista. In seguito alla capitolazione, il generale Julius Jacob von Haynau fu nominato plenipotenziario imperiale nel Regno d'Ungheria.

## L'intervento russo nella rivoluzione ungherese

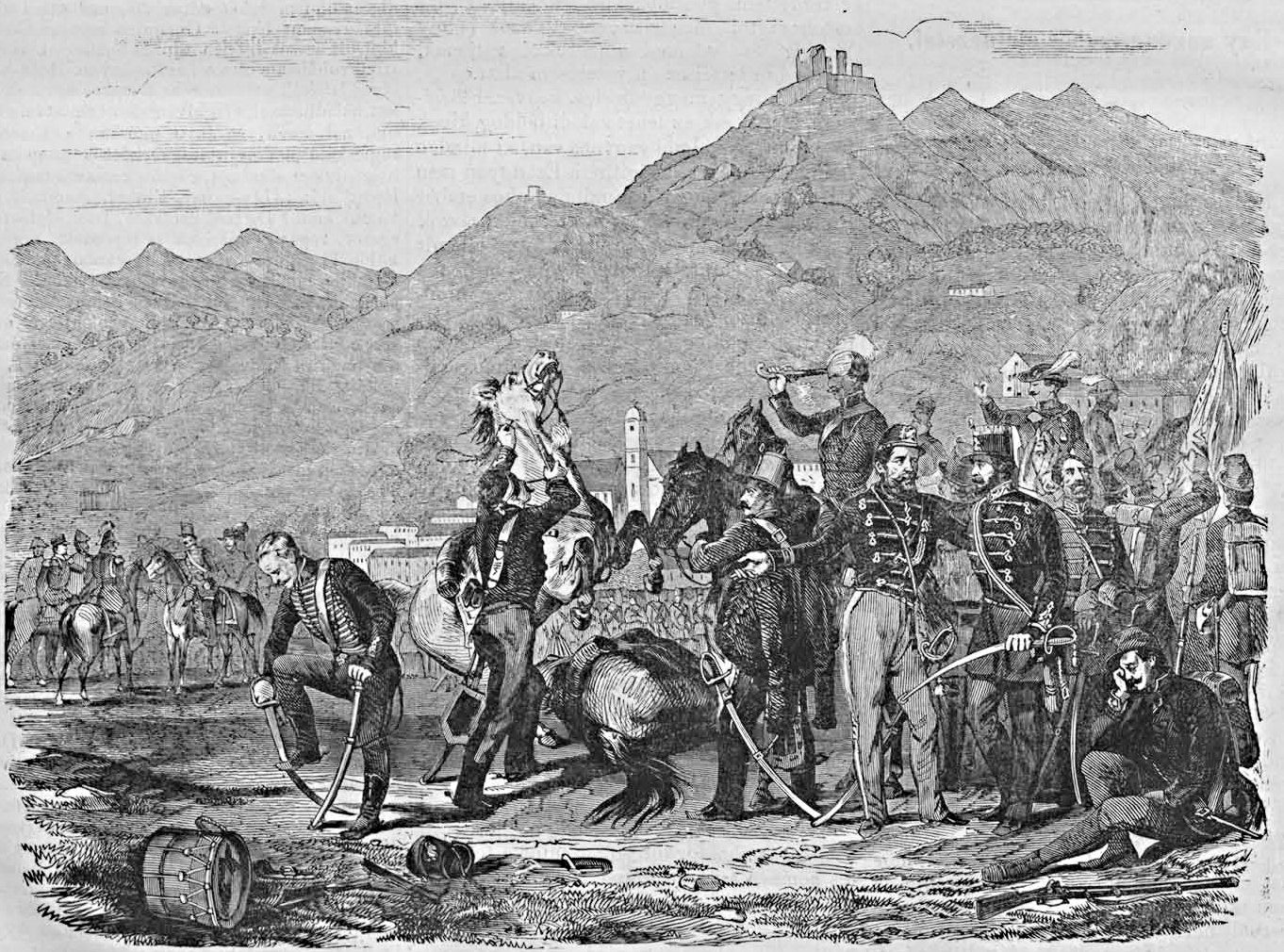
La resa di Világos (Vasárnapi Újság, 15 agosto 1869)

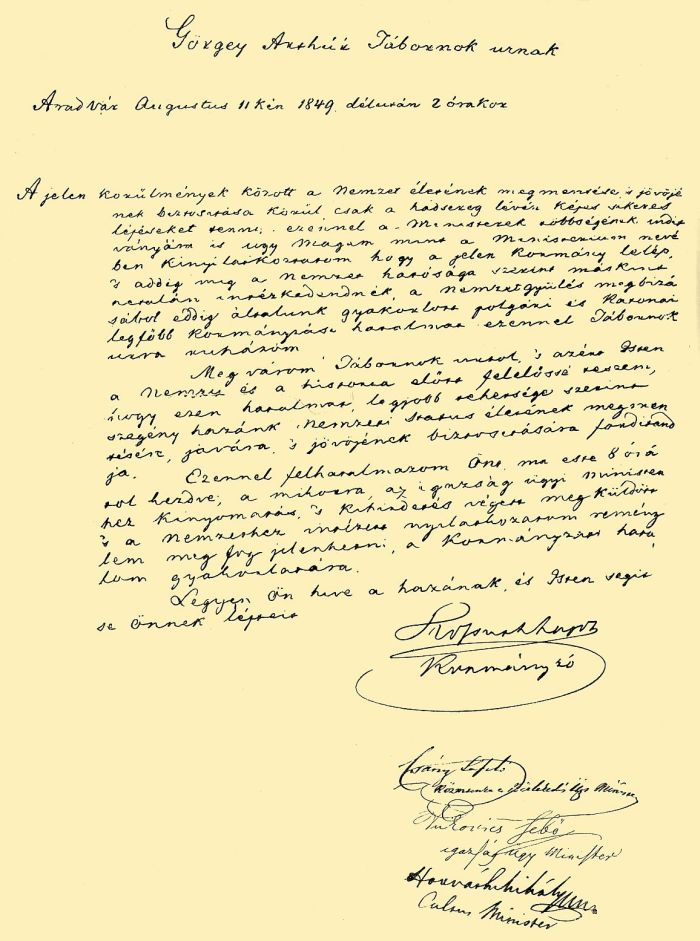
La lettera di dimissioni di Lajos Kossuth, indirizzata a Artúr Görgei

Dopo che i Russi intervennero nel conflitto, la sconfitta ungherese divenne solo una questione di tempo, in quanto gli Austro-Russi avevano forze nettamente prevalenti. Il punto di svolta si ebbe nella battaglia di Timișoara, che si concluse con una decisiva vittoria austriaca, dopo la quale le opzioni per gli ungheresi erano essenzialmente arrendersi oppure essere annientati. Il 21 luglio, il capitano di cavalleria conte Fëdor Vasil'evič Ridiger consegnò un'offerta da parte del generale russo Stepan Aleksandrovič Chrulëv a Görgei, che era a Rimavská Sobota; l'offerta prevedeva la libertà per gli ufficiali e le truppe ungheresi.
László Batthyány e un altro ufficiale portarono la risposta di Görgei a Chrulëv, in cui Görgei richiedeva che tutti gli ungheresi fossero liberi, non solo quelli che erano stati coinvolti nel conflitto. Accettò volentieri anche che un principe russo potesse essere incoronato con la Corona di Santo Stefano.

## La resa
L'esercito rivoluzionario ungherese si arrese al generale Fëdor Vasil'evič Ridiger il 13 agosto 1849. Al castello di Bohus fu firmata la resa. Görgei cercò di dimostrare dai termini dell'accordo che l'Ungheria non era stata sconfitta dagli Austriaci, ma dai Russi.

## Conseguenze
Dopo la resa e nonostante gli appelli dello zar Nicola I alla clemenza, gli Austriaci effettuarono aspre rappresaglie contro gli ungheresi. Centinaia di soldati e di civili furono condannati a morte, e ancor più furono incarcerati. I prigionieri furono arruolati nell'esercito austriaco. 
Il 6 ottobre 1849, nella città di Arad gli Austriaci giustiziarono dodici generali ungheresi e un colonnello, noti nella storiografia ungherese come i 13 Martiri di Arad. Lo stesso giorno fu giustiziato anche Lajos Batthyány, il primo primo ministro ungherese.